# Retour au château
Retour au château (Brideshead Revisited) est une mini-série britannique produite par Granada Television basée sur le roman Retour à Brideshead d'Evelyn Waugh (1945), et diffusée du 12 octobre au 22 décembre 1981 sur ITV.
En France, elle a été diffusée sur Antenne 2 puis rediffusée sur Arte.

## Synopsis
Charles Ryder rencontre Sebastian Flyte à Oxford. Celui-ci l'invite à dîner dans le château familial. Charles devient rapidement très impliqué dans la vie de la famille, très catholique au sein de l'Angleterre protestante. Plusieurs années plus tard, Charles est officier de la British Army, et il découvre que la maison qu'occupe sa compagnie n'est autre que Brideshead. Les souvenirs de sa jeunesse remontent à la surface.

## Distribution
- Jeremy Irons : Charles Ryder
- Anthony Andrews : Sebastian Flyte
- Diana Quick (en) : Julia Flyte
- Simon Jones : Lord Brideshead
- Phoebe Nicholls : Cordelia Flyte
- Claire Bloom : Lady Marchmain
- Laurence Olivier : Lord Marchmain
- John Gielgud : Edward Ryder
- Charles Keating : Rex Mottram
- Jeremy Sinden (en) : Boy Mulcaster
- Mona Washbourne : Nanny Hawkins
- John Grillo (en) : Mr. Samgrass
- Nickolas Grace (en) : Anthony Blanche
- Jane Asher : Celia Ryder
- Stéphane Audran : Cara

## Épisodes
Alors que la version originale comporte 11 épisodes, en France, la mini-série a été diffusée en 6 épisodes de 90 minutes sur Antenne 2.
1. Le Début d'une amitié
2. Seul contre le monde
3. Une nouvelle vie
4. La Déchirure
5. Un amour dévoilé
6. La flamme s'éteint

## Distinctions
- 1983 : Golden Globe de la meilleure mini-série ou du meilleur téléfilm

En 2000, la série est classée 10e sur la liste des 100 meilleurs programmes télévisés britanniques éditée par le British Film Institute, puis en 2007 sur la liste du Time Magazine des 100 meilleures émissions télévisées de tous les temps et en 2010, elle est citée 2e sur celle du Guardian des 50 meilleurs drames télévisés de tous les temps.